# Isabelle McEwen
Isabelle McEwen (* 6. Januar 1954 in Montréal) ist eine franko-kanadische Opern- und Theaterregisseurin und Künstlerin.

## Leben
Isabelle McEwen studierte an der Concordia University in Montréal und schloss dort mit dem Bachelor of Arts (Communication Arts) ab. Danach ging sie nach Hamburg und studierte dort Opernregie. Ihr Studium an der Hochschule für Musik und Theater/Universität Hamburg schloss sie 1989 mit Diplom mit Auszeichnung ab und war nebenbei 1986 bis 1988 Assistentin von Regisseur Jérôme Savary in Hamburg, Wien und bei den Bregenzer Festspielen. 
Eigene Inszenierungen leitet sie seit 1985, unter anderem an der Opera Stabile, am Mitteldeutschen Landestheater Wittenberg, dem Stadttheater Gießen und dem Opernhaus Halle. 1999 wechselte sie ihr Arbeitsgebiet von der Oper zur Performance. Im Dansateliers Rotterdam inszenierte sie 1999 waiting for my turn to die, I’m sure I heard a laugh, 2003 folgte ihre wohl bekannteste Arbeit, Hure (damit keine Stille eintritt) nach dem Roman von Nelly Arcan beim Festival feuer + flamme. 2005 wurde das Stück zu einer Theaterperformance erweitert. Das Stück im Hamburger Sprechwerk erhielt aufgrund der Thematik und der Inszenierung ein großes Medienecho. 
Neben der Theater- und Opernarbeit arbeitet McEwen auch als bildende Künstlerin. 1989 begann sie eine Zusammenarbeit mit Leonard Dax, die bis 1997 andauerte. Soloausstellungen hatte sie 1999 und 2000 in unterschiedlichen Galerien in Hamburg. Seit 2006 dreht McEwen auch Filme. Mit ihrem ersten Film Hure, der zu ihrer gleichnamigen Theaterarbeit gehörte, gewann sie 2006 den ersten Preis beim 1. Pornfilmfestival Berlin.